# حسن فهمي قيناي
حسن فهمي قيناي (بالتركية: Hasan Fehmi Kinay)‏, (ولد: 3 أكتوبر 1964, في كوتاهْية, تركيا) سياسي تركي. ونائب سابق في البرلمان التركي لأكثر من دورة ممثلا عن حزب العدالة والتنمية.